# Myrmecium bonaerense
Myrmecium bonaerense is een spinnensoort uit de familie van de loopspinnen (Corinnidae).
De wetenschappelijke naam van de soort werd in 1881 gepubliceerd door Eduardo Ladislao Holmberg.